# Lijst van amfibieën
Onderstaand een alfabetische lijst van de meer bekende soorten amfibieën. Zie voor de wetenschappelijke namenlijst ook de lijst van amfibieën (wetenschappelijk).

## Hogere groepen
- Kikkers
- Salamanders
- Wormsalamanders

## A
- Aardbeikikker (Oophaga pumilio)
- Afrixalus stuhlmanni
- Agapad (Chaunus marinus)
- Albanese poelkikker (Pelophylax shqipericus)
- Alpenlandsalamander (Salamandra atra)
- Alpenwatersalamander (Mesotriton alpestris)
- Amazone gifkikker (Ranitomeya ventrimaculata)
- Ambrosis grottensalamander (Hydromantes ambrosii)
- Ambystoma cingulatum
- Ambystoma gracile
- Ambystoma talpoideum
- Amerikaanse boomkikker (Hyla cinerea)
- Amerikaanse pad (Anaxyrus americanus)
- Amolops tormotus
- Anaxyrus canorus
- Anaxyrus cognatus
- Anaxyrus exsul
- Anaxyrus quercicus
- Aneides lugubris
- Ansonia mcgregori
- Ansonia muelleri
- Arizonapad (Anaxyrus microscaphus)
- Aronskelk kikker (Hyperolius horstockii)
- Axolotl (Ambystoma mexicanum)

## B
- Balearenpad (Alytes muletensis)
- Balkankamsalamander (Triturus karelinii)
- Balkanmeerkikker (Pelophylax kurtmuelleri)
- Banaanrietkikker (Afrixalus uluguruensis)
- Bandsalamander (Ommatotriton vittatus)
- Barbourula busuangensis
- Barbourula kalimantanensis
- Bastaardkikker (Pelophylax kl. esculentus)
- Batrachoseps gabrieli
- Batrachoseps nigriventris
- Bemoste boomkikker (Rhacophorus everetti)
- Bigkikker (Hemisus marmoratus)
- Bijengifkikker (Dendrobates leucomelas)
- Blaaskikker (Breviceps adspersus)
- Blaffende boomkikker (Hyla gratiosa)
- Blauwgevlekte salamander (Ambystoma laterale)
- Boomkikker (Hyla arborea)
- Boomsalamander ( Aneides lugubris)
- Boulengers klompvoetkikker (Atelopus boulengeri)
- Brilsalamander (Salamandrina terdigitata)
- Brimleys boomkikker (Pseudacris brimleyi)
- Bronskikker (Eleutherodactylus unistrigatus)
- Bruine banaanrietkikker (Afrixalus dorsalis)
- Bruine beekpad (Ansonia guibei)
- Bruine hoornpad (Xenophrys baluensis)
- Bruine kikker (Rana temporaria)
- Brulkikker (Lithobates catesbeianus)
- Buidelkikker (Gastrotheca marsupiata)

## C
- Californische boomkikker (Hyla cadaverina)
- Californische pad (Anaxyrus boreas)
- Californische tijgersalamander (Ambystoma californiense)
- Canadese beeksalamander (Desmognathus fuscus)
- Canadese watersalamander (Notophthalmus viridescens)
- Cascadenkikker (Rana cascadae)
- Chinese vuurbuikpad (Donec ventriosum rubeta incendio)
- Clinotarsus curtipes
- Clownsrietkikker (Afrixalus paradorsalis)
- Copes grijze boomkikker (Hyla chrysoscelis)
- Coquikikker (Eleutherodactylus coqui)
- Corroboreepad (Pseudophryne corroboree)
- Corsicaanse beeksalamander (Euproctus montanus)
- Corsicaanse schijftongkikker (Discoglossus montalentii)
- Corsicaanse vuursalamander (Salamandra corsica)
- Couch' knoflookpad (Scaphiopus couchii)
- Cubaanse boomkikker (Osteopilus septentrionalis)

## D
- Darwins bekbroeder (Rhinoderma darwinii)
- Adelphobates castaneoticus
- Dendrobates tinctorius
- Desmognathus auriculatus
- Donaukamsalamander (Triturus dobrogicus)
- Driekleurige gifkikker (Epipedobates tricolor)
- Dunns salamander (Plethodon dunni)
- Dwergklauwkikker (Hymenochirus boettgeri)

## E
- Eekhoornboomkikker (Hyla squirella)
- Egeïsche landsalamander (Lyciasalamandra luschani)
- Eikpad (Anaxyrus quercicus)
- Eleutherodactylus jasperi
- Eleutherodactylus martinicensis
- Ensatina eschscholtzii
- Euhyas planirostris
- Eurycea quadridigitata

## F
- Fleischmanns glaskikker (Hyalinobatrachium fleischmanni)
- Florida krekelkikker (Acris gryllus)
- Fowlers pad (Anaxyrus fowleri)

## G
- Geelbuikvuurpad (Bombina variegata)
- Geeloogbladkikker (Agalychnis annae)
- Geelpootkikker (Rana muscosa)
- Gemarmerde renkikker (Kassina maculata)
- Gemarmerde salamander (Ambystoma opacum)
- Gemaskerde boomkikker (Smilisca phaeota)
- Gestekelde boomkikker (Isthmohyla lancasteri)
- Gestreepte graafkikker (Litoria alboguttata)
- Geurende grottensalamander (Hydromantes imperialis)
- Gevlekte boomkikker (Litoria cyclorhyncha)
- Gevlekte molsalamander (Ambystoma maculatum)
- Gevlekte rietkikker (Hyperolius puncticulatus)
- Gevlekte salamander (Necturus maculosus)
- Gewone pad (Bufo bufo)
- Goliathkikker (Conraua goliath)
- Gopherkikker (Lithobates capito)
- Gouden mantella (aureum Mantella)
- Gouden pad (Ollotis periglenes)
- Gouden pijlgifkikker (Dendrobates auratus)
- Goudstreepsalamander (Chioglossa lusitanica)
- Grafs middelste groene kikker (Rana kl grafi)
- Graskikker (Pseudacris ocularis)
- Griekse beekkikker (Rana graeca)
- Griekse poelkikker (Pelophylax epeiroticus)
- Grijze beekpad (Ansonia hanitschi)
- Grijze boomkikker (Hyla versicolor)
- Groene pad (Pseudepidalea viridis)
- Groengestipte kikker (Pelodytes punctatus)

## H
- Heikikker (Rana arvalis)
- Hochstetters oerkikker (Leiopelma hochstetteri)
- Hoefijzerkikker (Leptopelis bocagii)
- Houtkikker (Lithobates sylvaticus)
- Hyla loquax
- Hyla wrightorum
- Hynobius stejnegeri
- Hypsiboas faber

## I
- Iberische groene kikker (Pelophylax perezi)
- Iberische schijftongkikker (Discoglossus galganoi)
- Idaho-reuzensalamander (Dicamptodon aterrimus)
- Incilius alvarius
- Ingerophrynus philippinicus
- Italiaanse boomkikker (Hyla intermedia)
- Italiaanse geelbuikvuurpad (Bombina pachypus)
- Italiaanse grottensalamander (Hydromantes italicus)
- Italiaanse kamsalamander (Triturus carnifex)
- Italiaanse kikker (Rana latastei)
- Italiaanse middelste groene kikker (Rana kl hispanica)
- Italiaanse poelkikker (Pelophylax bergeri)
- Italiaanse watersalamander (Lissotriton italicus)

## J
- Jeffersons salamander (Ambystoma jeffersonianum)
- Japanse reuzensalamander (Andrias japonicus)

## K
- Kamsalamander (Triturus cristatus)
- Karpatensalamander (Lissotriton montandoni)
- Kaukasische groengestipte kikker (Pelodytes caucasicus)
- Klauwkikker (Xenopus laevis)
- Kleefsalamander (Plethodon glutinosus)
- Kleine watersalamander (Lissotriton vulgaris)
- Klompvoetkikker (Atelopus cruciger)
- Knoflookpad (Pelobates fuscus)
- Koraalteenboomkikker (Litoria caerulea)
- Koreaanse vuurbuikpad (Bombina orientalis)
- Kruisboomkikker (Pseudacris crucifer)

## L
- Langteensalamander (Ambystoma macrodactylum)
- Lanza's alpenlandsalamander (Salamandra lanzai)
- Limnodynastes dumerilii
- Lithobates berlandieri
- Lithobates heckscheri
- Lithobates virgatipes
- Lithobates yavapaiensis
- Litoria fallax
- Litoria infrafrenata
- Litoria moorei
- Litoria wilcoxii
- Luipaardboomkikker (Hyperolius argus)
- Luipaardkikker (Lithobates pipiens)
- Lutz' makikikker (Phrynomedusa appendiculata)

## M
- Maleisische hoornkikker (Megophrys nasuta)
- Mannophryne olmonae
- Marmersalamander (Triturus marmoratus)
- Mediterrane boomkikker (Hyla meridionalis)
- Meerkikker (Pelophylax ridibundus)
- Mexicaanse boomkikker (Smilisca baudinii)
- Moddersalamander (Pseudotriton montanus)
- Moeraskikker (Lithobates palustris)
- Molsalamander (Ambystoma talpoideum)
- Monte Albo grottensalamander (Hydromantes flavus)

## N
- Nasikabatrachus sahyadrensis
- Natalese spookkikker (Heleophryne natalensis)
- Necturus alabamensis
- Necturus beyeri
- Necturus lewisi
- Necturus punctatus
- Netsalamander(Ambystoma cingulatum)
- Noord-Amerikaanse modderduivel (Cryptobranchus alleganiensis)
- Noordelijke krekelkikker (Acris crepitans)

## O
- Odorrana tormota
- Olijfpad (Bufo olivaceus)
- Olm (salamander) (Proteus anguinus)
- Olympische salamander (Rhyacotriton olympicus)
- Oophaga granulifera
- Oophaga histrionica
- Oophaga lehmanni
- Oostelijke smalbekpad (Gastrophryne carolinensis)
- Oranjepoot bladkikker (Aliquam pedibus folium Rana)
- Oranjerug-gifkikker (Adelphobates galactonotus)
- Oreophryne nana

## P
- Pacifische boomkikker (Pseudacris regilla)
- Pacifische reuzensalamander (Dicamptodon ensatus)
- Palestijnse schijftongkikker (Latonia nigriventer)
- Panamese dwerggifkikker (Colostethus inguinalis)
- Panamese wormsalamander (Oscaecilia ochrocephala)
- Paradoxale kikker (Pseudis paradoxa)
- Peruaanse harlekijnpad (Atelopus peruensis)
- Phyllobates terribilis
- Phyllomedusa sauvagii
- Pijnboomboomkikker (Hyla femoralis)
- Poelkikker (Pelophylax lessonae)
- Prairiepad (Anaxyrus cognatus)
- Principeboomkikker (Leptopelis palmatus)
- Pseudepidalea oblonga
- Pseudobranchus axanthus
- Pseudobranchus striatus
- Pyreneeënbeeksalamander (Calotriton asper)

## R
- Rana aurora
- Rana boylii
- Rana pretiosa
- Rana tavasensis
- Ranitomeya fantastica
- Ranitomeya imitator
- Ravijnboomkikker (Hyla arenicolor)
- Reuzenfluitkikker (Leptodactylus pentadactylus)
- Rhinella tacana
- Rhyacotriton cascadae
- Rhyacotriton kezeri
- Ribsalamander (Pleurodeles waltl)
- Rode salamander (Pseudotriton ruber)
- Roodbuikvuurpad (Bombina bombina)
- Roodgestipte pad (Anaxyrus punctatus)
- Roodoogmakikikker (Agalychnis callidryas)
- Roodoogstroomkikker (Duellmanohyla uranochroa)
- Roodrugsalamander (Plethodon cinereus)
- Rugstreeppad (Epidalea calamita)

## S
- Sardijnse beeksalamander (Euproctus platycephalus)
- Sardijnse boomkikker (Hyla sarda)
- Sardeinse grottensalamander (Hydromantes genei)
- Sardijnse schijftongkikker (Discoglossus sardus)
- Savanneboomkikker (Leptopelis vermiculatus)
- Schaapskikker (Hypopachus variolosus)
- Schijftongkikker (Discoglossus pictus)
- Seychellenwormsalamander (Hypogeophis rostratus)
- Siberische landsalamander (Salamandrella keyserlingii)
- Siren lacertina
- Smalbekpad (Microhyla ornata)
- Spaanse kikker (Rana iberica)
- Spaanse knoflookpad (Pelobates cultripes)
- Spaanse vroedmeesterpad (Alytes cisternasii)
- Spaanse watersalamander (Lissotriton boscai)
- Springkikker (Rana dalmatina)
- Staartkikker (Ascaphus truei)
- Strinati's grottensalamander (Hydromantes strinatii)
- Supramontis grottensalamander (Hydromantes supramontis)
- Surinaamse boomkikker (Dendropsophus leucophyllatus)
- Surinaamse pad (Pipa pipa)
- Sylvirana temporalis
- Syrische knoflookpad (Pelobates syriacus)
- Syrrhophus cystignathoides

## T
- Taricha granulosa
- Tijgersalamander (Ambystoma tigrinum)
- Tlalocohyla loquax
- Tweestreepsalamander (Eurycea cirrigera)
- Tweetenige aalsalamander (Amphiuma means)

## V
- Varkenskikker (Lithobates grylio)
- Vieroogkikker (Eupemphix nattereri)
- Vierteensalamander (Hemidactylium scutatum)
- Vinpootsalamander (Lissotriton helveticus)
- Vliegende kikker (Rhacophorus reinwardtii)
- Vogelzang boomkikker (Hyla avivoca)
- Vroedmeesterpad (Alytes obstetricans)
- Vuursalamander (Salamandra salamandra)

## W
- Wallace´ vliegende kikker (Caesar 's volat ranae)
- Wahlbergs struikpieper (Arthroleptis wahlbergii)
- Watervalkikker (Meristogenys amoropalamus)
- Westelijke boomkikker (Pseudacris triseriata)
- Westelijke woelpad (Spea hammondii)
- Woodhouses pad (Anaxyrus woodhousii)

## Z
- Zadelpad (Brachycephalus ephippium)
- Zilversalamander (Ambystoma platineum)
- Zuid-Afrikaanse aronskelkkikker (Hyperolius horstockii)
- Zuidelijke luipaardkikker (Lithobates blairi)
- Zuidelijke olympische salamander (Rhyacotriton variegatus)
- Zuid-Spaanse schijftongkikker (Discoglossus jeanneae)
- Zwarte pad ( Anaxyrus exsul)
- Zwartvoetboomkikker (Rhacophorus nigropalmatus)